# Taeniophyllum
Taeniophyllum är ett släkte av orkidéer. Taeniophyllum ingår i familjen orkidéer.

## Dottertaxa tillTaeniophyllum, i alfabetisk ordning[1]
- Taeniophyllum affine
- Taeniophyllum aggregatum
- Taeniophyllum album
- Taeniophyllum alwisii
- Taeniophyllum amboinense
- Taeniophyllum andamanicum
- Taeniophyllum annuliferum
- Taeniophyllum antennatum
- Taeniophyllum apiculatum
- Taeniophyllum arachnites
- Taeniophyllum arunachalense
- Taeniophyllum asperatum
- Taeniophyllum aurantiacum
- Taeniophyllum aureum
- Taeniophyllum bakhuizenii
- Taeniophyllum bicostulatum
- Taeniophyllum biloculare
- Taeniophyllum biocellatum
- Taeniophyllum borneense
- Taeniophyllum brachypus
- Taeniophyllum breviscapum
- Taeniophyllum brunnescens
- Taeniophyllum calcaratum
- Taeniophyllum calceolus
- Taeniophyllum calyptrochilum
- Taeniophyllum campanulatum
- Taeniophyllum canaliculatum
- Taeniophyllum capillare
- Taeniophyllum cardiophorum
- Taeniophyllum carnosiflorum
- Taeniophyllum celebicum
- Taeniophyllum clavatum
- Taeniophyllum clavicalcar
- Taeniophyllum cochleare
- Taeniophyllum coiloglossum
- Taeniophyllum complanatum
- Taeniophyllum concavum
- Taeniophyllum confertum
- Taeniophyllum confusum
- Taeniophyllum conoceras
- Taeniophyllum copelandii
- Taeniophyllum coxii
- Taeniophyllum crenatum
- Taeniophyllum crepidiforme
- Taeniophyllum cucullatum
- Taeniophyllum cycloglossum
- Taeniophyllum cylindrocentrum
- Taeniophyllum cymboglossum
- Taeniophyllum daroussinii
- Taeniophyllum dentilobum
- Taeniophyllum dischorense
- Taeniophyllum djampangense
- Taeniophyllum doctersii
- Taeniophyllum elegantissimum
- Taeniophyllum elmeri
- Taeniophyllum engae
- Taeniophyllum erinaceum
- Taeniophyllum esetiferum
- Taeniophyllum excavatum
- Taeniophyllum exotrachys
- Taeniophyllum fasciculatum
- Taeniophyllum fasciola
- Taeniophyllum ferox
- Taeniophyllum ficicola
- Taeniophyllum filiforme
- Taeniophyllum fimbriatum
- Taeniophyllum foliatum
- Taeniophyllum fragrans
- Taeniophyllum gilimalense
- Taeniophyllum giriwoense
- Taeniophyllum glandulosum
- Taeniophyllum gracile
- Taeniophyllum gracillimum
- Taeniophyllum grandiflorum
- Taeniophyllum graptolitum
- Taeniophyllum hasseltii
- Taeniophyllum hirtum
- Taeniophyllum hygrophilum
- Taeniophyllum iboense
- Taeniophyllum inconspicuum
- Taeniophyllum insulare
- Taeniophyllum intermedium
- Taeniophyllum jacobsonii
- Taeniophyllum jadunae
- Taeniophyllum jensenianum
- Taeniophyllum kaniense
- Taeniophyllum kapahense
- Taeniophyllum kenejianum
- Taeniophyllum keysseri
- Taeniophyllum kompsopus
- Taeniophyllum lamprorhizum
- Taeniophyllum latipetalum
- Taeniophyllum ledermannii
- Taeniophyllum leptorrhizum
- Taeniophyllum leucanthum
- Taeniophyllum leytense
- Taeniophyllum lobatum
- Taeniophyllum longisetigerum
- Taeniophyllum macranthum
- Taeniophyllum macrorhynchum
- Taeniophyllum macrotaenium
- Taeniophyllum malianum
- Taeniophyllum mamilliferum
- Taeniophyllum mangiferae
- Taeniophyllum manubrioliferum
- Taeniophyllum marianense
- Taeniophyllum maximum
- Taeniophyllum merapiense
- Taeniophyllum merrillii
- Taeniophyllum micranthum
- Taeniophyllum minimum
- Taeniophyllum minutiflorum
- Taeniophyllum montanum
- Taeniophyllum muelleri
- Taeniophyllum muricatum
- Taeniophyllum neopommeranicum
- Taeniophyllum nephrophorum
- Taeniophyllum norfolkianum
- Taeniophyllum oblongum
- Taeniophyllum orbiculare
- Taeniophyllum orthorhynchum
- Taeniophyllum ovale
- Taeniophyllum pachyacris
- Taeniophyllum pahangense
- Taeniophyllum palawense
- Taeniophyllum pallidiflorum
- Taeniophyllum pallidum
- Taeniophyllum palmicola
- Taeniophyllum paludicola
- Taeniophyllum paludosum
- Taeniophyllum pantjarense
- Taeniophyllum pectiniferum
- Taeniophyllum petrophilum
- Taeniophyllum phaeanthum
- Taeniophyllum philippinense
- Taeniophyllum physodes
- Taeniophyllum platyrhizum
- Taeniophyllum pleistorhizum
- Taeniophyllum potamophyllum
- Taeniophyllum proboscideum
- Taeniophyllum proliferum
- Taeniophyllum pubicarpum
- Taeniophyllum pulvinatum
- Taeniophyllum pusillum
- Taeniophyllum quadratum
- Taeniophyllum quadrilobum
- Taeniophyllum quaquaversum
- Taeniophyllum radiatum
- Taeniophyllum recurvirostrum
- Taeniophyllum reijnvaanae
- Taeniophyllum retrospiculatum
- Taeniophyllum rhodantherum
- Taeniophyllum rhomboglossum
- Taeniophyllum robustum
- Taeniophyllum rostellatum
- Taeniophyllum rostratum
- Taeniophyllum rubrum
- Taeniophyllum rugulosum
- Taeniophyllum saccatum
- Taeniophyllum savaiiense
- Taeniophyllum scaberulum
- Taeniophyllum schlechteri
- Taeniophyllum setipes
- Taeniophyllum singulare
- Taeniophyllum smithii
- Taeniophyllum stella
- Taeniophyllum stenosepalum
- Taeniophyllum stipulaceum
- Taeniophyllum subtrilobum
- Taeniophyllum sumatranum
- Taeniophyllum tamianum
- Taeniophyllum tenerrimum
- Taeniophyllum toranum
- Taeniophyllum torricellense
- Taeniophyllum trachybracteum
- Taeniophyllum trachypus
- Taeniophyllum triangulare
- Taeniophyllum trichopus
- Taeniophyllum trilobum
- Taeniophyllum tripulvinatum
- Taeniophyllum trukense
- Taeniophyllum wakatinense
- Taeniophyllum whistleri
- Taeniophyllum xerophilum